# 龍在邊緣
《龍在邊緣》（英語：[Century of the Dragon] 错误：{{Lang}}：文本有斜体标记（帮助））是一部1999年上映的香港黑帮电影，霍耀良导演，王晶编剧监制，劉德華、古天樂、譚耀文、關秀媚、黃秋生、萬綺雯領銜主演。

## 剧情
王志成（古天樂飾）在警察學堂受訓期間，因為成績非常突出，在未畢業前，便被高Sir（宗揚飾）派往社團「洪興」擔任臥底。經過三年時間，志成終於在洪興最出位大佬飛龍（劉德華飾）身邊得極大信任。一次，飛龍的兄弟兼死黨，唐豹（黃秋生飾）在飛龍母親生日宴會日在外與另一幫大佬高大衰（李家鼎飾）爭地盤，但唐豹不知警方在數年前已派臥底大頭文（尹天照飾）潛伏在自己身邊，唐豹當晚被高Sir逮捕兼受重傷入院。
洪興因唐豹受重傷，所以強迫已轉正行的飛龍重出江湖，但卻被飛龍拒絕。另一方面，唐豹的兒子唐文俊（譚耀文飾）為人心狠手辣，趁機以為父親報仇為名，同眾叔父提出先找出二五仔再殺高Sir，再殺高大衰，而志成得知想通知大頭文時，殺手已來到所以大頭文來不及聽電話，志成四處找大頭文，在遠處已見文俊在追殺大頭文父子，最終兩父子被殺。
文俊其實很想取代父親唐豹之位置，叫志成去殺高Sir，志成敷衍。飛龍不再染江湖事，叫志成小心身邊可能有臥底，志成更為內疚。文俊打電話要求志成與高大衰講數，但另一方面則派人掃蕩高大衰所有場子及強姦高大衰老婆及女兒，高大衰正在與志成講數之際，卻收到自己的場子被掃蕩，老婆女兒被強姦之事，非常憤怒下決定就地殺志成，幸飛龍及時趕到救走志成，令高大衰以為所有事是飛龍做的，決定報仇。高Sir要志成協助馬上拘捕飛龍，但志成向高Sir解釋所有事是文俊主謀而非飛龍所為，反建議高Sir對付文俊：卻被高Sir誤會志成已變節成為黑道中人而被高Sir扣留。
志成之女友昭昭（萬綺雯飾）在其工作的娱乐会所听闻文俊已派馬王（吳志雄飾）及花弗（龍方飾）要捉飛龍的妻子Daisy（關秀媚飾），昭昭立即找Daisy通風報信。高大衰到飛龍家捉飛龍母親和飛龍，后来文俊在農場內殺了高大衰并嫁祸给飞龙，他还逼迫飞龙将所有财产转让给他。高Sir得知高大衰被飞龙所殺，就通緝飛龍。 
志成离开警局后找到Daisy，两人到龙氏集团联手制服文俊，然后脅持文俊到農場救飛龍及龍母；到農場後飛龍、龍母及飛龍兒子被救出，混戰中，花弗被车撞死，而中枪后的姣婆堅为了掩护干妈逃走与马王同歸於盡，开车载着飞龙与志成的Daisy则因中了文俊的子弹后来死于车内。 
飛龍为给死去的老婆報仇，先去问躺在病床上的唐豹意见，唐豹写出“杀”字同意飞龙杀文俊。志成得知飛龍要殺文俊，馬上趕往阻止，向飛龍自爆警察身份，飛龍则说他早知道志成的卧底身份。最终飛龍追文俊至某大廈天台上面，威脅要槍殺文俊及把文俊扔下楼，志成以警方身份出現勸飛龍不要殺文俊，飛龍放下枪並轉身離開，但文俊卻趁飛龍轉身之际拿起枪要射杀飛龍，最終志成開槍槍殺文俊使文俊墮樓並直插一輛私家車內死亡，其实飞龙丢下的那把枪没有子弹，而飞龙借用志成之手杀死文俊，可谓借刀杀人两全其美之计。飛龍到了地面看見文俊死後便满意離去。

## 角色
| 演員   | 角色   | 簡要介紹                     |
| ------ | ------ | ---------------------------- |
| 劉德華 | 龍一飛 | 洪興大佬，漂白從商           |
| 古天樂 | 王志成 | 警方臥底                     |
| 譚耀文 | 唐文俊 | 唐豹兒子                     |
| 關秀媚 | Daisy  | 龍一飛妻                     |
| 黃秋生 | 唐豹   | 洪興話事人，被高警官射傷     |
| 萬綺雯 | 昭昭   | 王志成女友                   |
| 劉錫賢 | 騷包堅 | 被馬王槍殺                   |
| 鮑起靜 |        | 龍一飛母，騷包堅乾媽         |
| 吳志雄 | 馬王   | 洪興大佬，被騷包堅撞水管插死 |
| 李兆基 | 阿生   | 龍一飛手下，被貴利高砍死     |
| 尹天照 | 大頭文 | 警方臥底，後被唐文俊殺害     |
| 龍方   | 花弗   | 東星大佬，被Daisy駕車撞死    |
| 李耀明 |        | 派王志成前往洪興臥底         |
| 宗揚   | 高警官 | 王志成上司                   |
| 李家鼎 | 高大衰 | 東星大佬，後被花弗槍殺       |
| 範展鴻 |        | 貴利高手下                   |
| 梁其禧 |        | 唐文俊手下                   |
| 李道瑜 | 阿耀   | 洪興大佬                     |
| 劉寶賢 |        | 洪興大佬                     |
| 文西   |        | 洪興大佬                     |
| 陳碩   |        |                              |
| 韓平   |        |                              |
| 朱祖權 |        |                              |
| 林國傑 |        |                              |
| 陳中泰 |        |                              |
| 易天雄 |        | 貴利高手下                   |
| 蘇智超 |        | 追殺大頭文                   |